# Parc zoologique de la Bourbansais
Koordinaten: 48° 24′ 9,2″ N, 1° 53′ 57,8″ W
Der Parc zoologique de la Bourbansais, zuweilen auch Parc zoologique & Château de la Bourbansais oder einfach Zoo de la Bourbansais genannt, ist ein Zoo, der sich am Nordrand der französischen Gemeinde Pleugueneuc im Département Ille-et-Vilaine in der Region Bretagne befindet. Er ist bei der European Association of Zoos and Aquaria (EAZA) sowie der Association Française des Parcs Zoologiques (AFdPZ) akkreditiert und Mitglied der Organisation Syndicat national des espaces de loisirs, d’attractions et culturels.

## Geschichte
Das 1583 errichtete Schloss Bourbansais mit dem anliegenden Park befindet sich seit dem Bau ständig im Besitz einer Familie. 1965 wurden ca. 10 Hektar des Schlossparks in einen Zoo umgewandelt. Im Laufe der Jahre wurden die Anlagen ausgebaut und je nach Verfügbarkeit unterschiedliche Tiere angeschafft.

## Tierbestand und Arterhaltungsprogramme
Im Parc zoologique de la Bourbansais leben rund 400 Tiere auf einem ca. 10 Hektar großen Gelände, in erster Linie Säugetiere und Vögel. Schwerpunkte im Zoo sind eine Falknerei sowie die Haltung von Primaten, die ein großes Artenspektrum stellen. Der Zoo unterstützt im Rahmen des Europäischen Erhaltungszuchtprogramms (EEP) zahlreiche internationale Arterhaltungs- und Schutzprogramme, beispielsweise zum Erhalt von Lebensräumen der Dscheladas (Theropithecus gelada). Für interessierte Besucher wird unter dem Namen „Nacht der Raubtiere“ eine spezielle Führung angeboten. Da die meisten Raubtiere bei Einbruch der Dunkelheit lebhafter werden, ist dies ein günstiger Zeitpunkt, um sie auf dem Höhepunkt ihrer Aktivitäten zu beobachten.
Unter den Primaten nennt die Zoo-Website Dscheladas, Stummelaffen, Totenkopfaffen, Weißhandgibbons, Kronenmakis, Rotbauchmakis, Rote Varis, Kolumbianische Klammeraffen und Tamarine.
Weitere im Zoo gehaltene Säugetiere sind demnach Löwen, Tiger, Geparden, Mähnenwölfe, Nebelparder, Großer Ameisenbär, Faultiere, Zebus, Oryxantilopen, Rentiere, Europäischer Nerz und Dikdiks.

## Sonderveranstaltungen

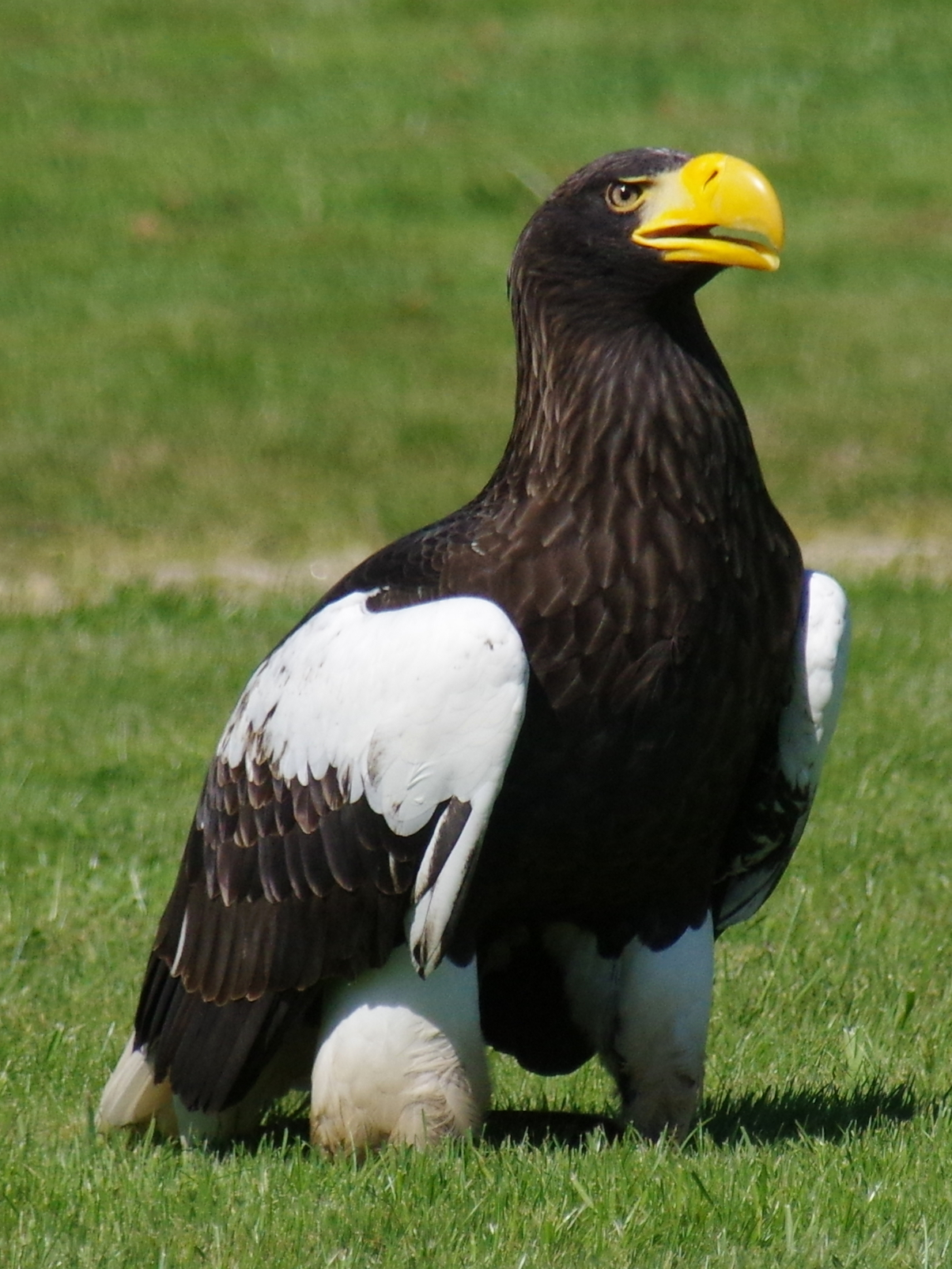
Riesenseeadler

Auf dem Gelände werden für die Besucher regelmäßig Sonderveranstaltungen durchgeführt. Im Zoo werden von Falknern Flugshows mit trainierten Greifvögeln veranstaltet, in denen u. a. Riesenseeadler (Haliaeetus pelagicus), Steinadler (Aquila chrysaetos), verschiedene Falkenarten (Falco) und Gänsegeier (Gyps fulvus) ihre Flugkünste und das Schlagen von Beutetieren zeigen. Mit dem Programm „Falkner für einen Tag“ werden Besucher gegen eine Gebühr mit den Grundlagen und Besonderheiten der Falknerei bekannt gemacht. Die maximal vier Teilnehmer haben dabei auch direkten Kontakt zu ausgewählten Greifvögeln.
In gemeinsamen Veranstaltungen mit dem Schloss Bourbansais wird an Sonn- und Feiertagen im Hof und Park des Schlosses eine Vorführung mit einer Meute von mehr als 50 Dreifarbigen Französischen Laufhunden (Français tricolore) durchgeführt, bei der die Jagd mit Hunden erklärt wird. Derartige Meutejagden haben in Frankreich eine weit zurückreichende Tradition. Ein Reiter zu Pferd führt bei der Vorführung die Hundemeute durch den Schlosspark. Seit 1967 werden diese Hunde auf dem Gelände gezüchtet. Jedes Jahr werden rund 20 Welpen geboren.

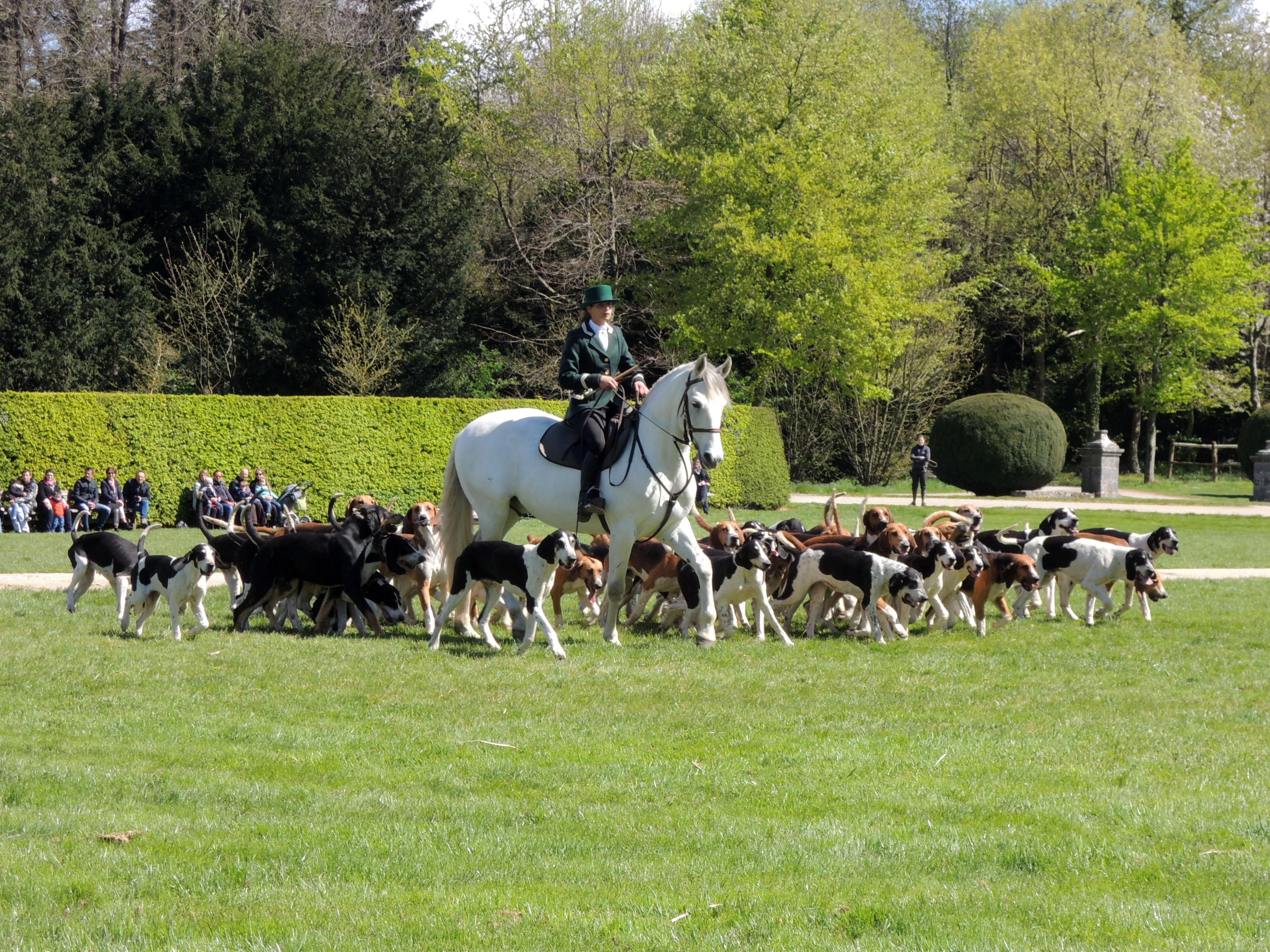
Meute
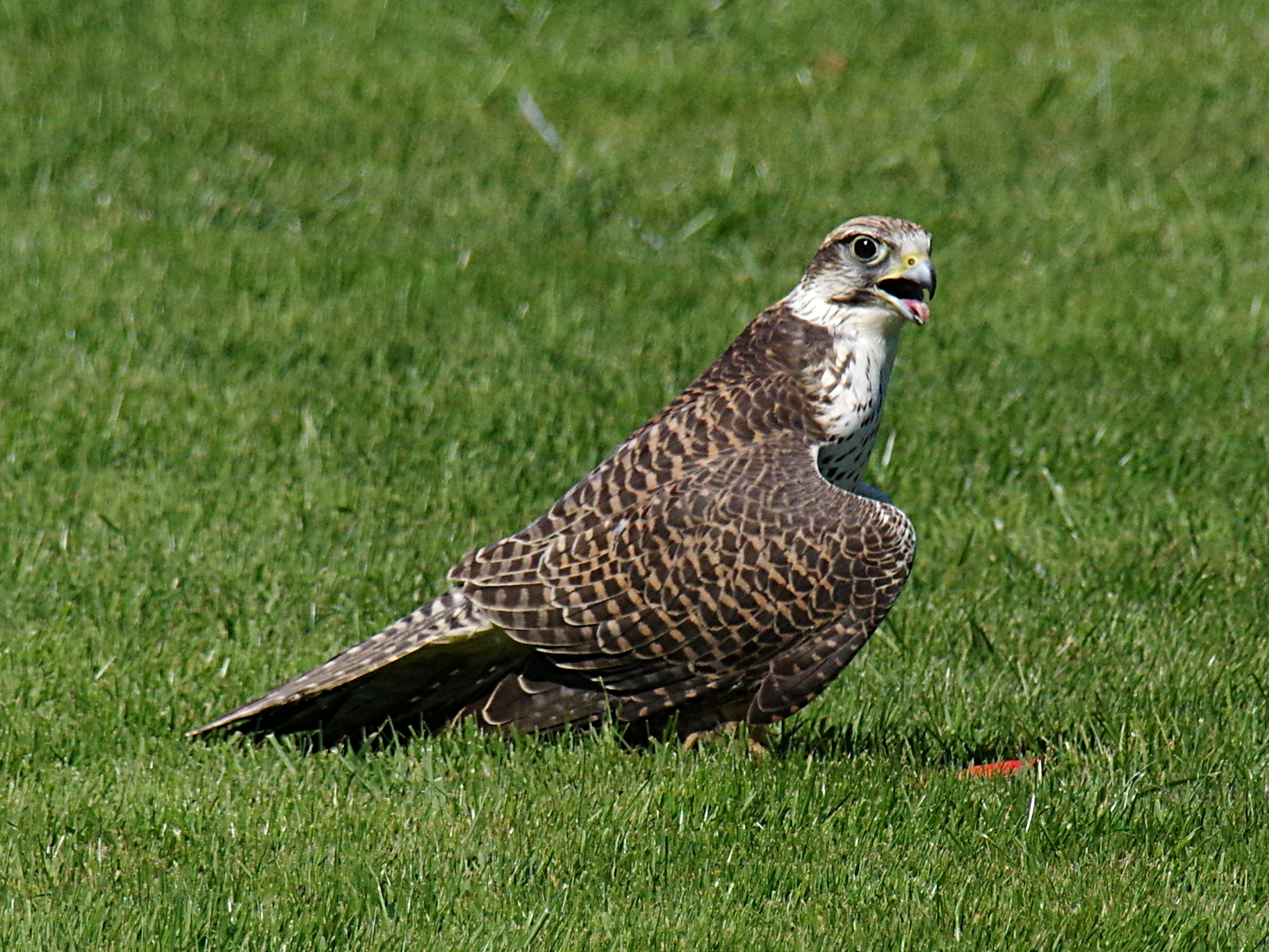
Sakerfalke (Falco cherrug)
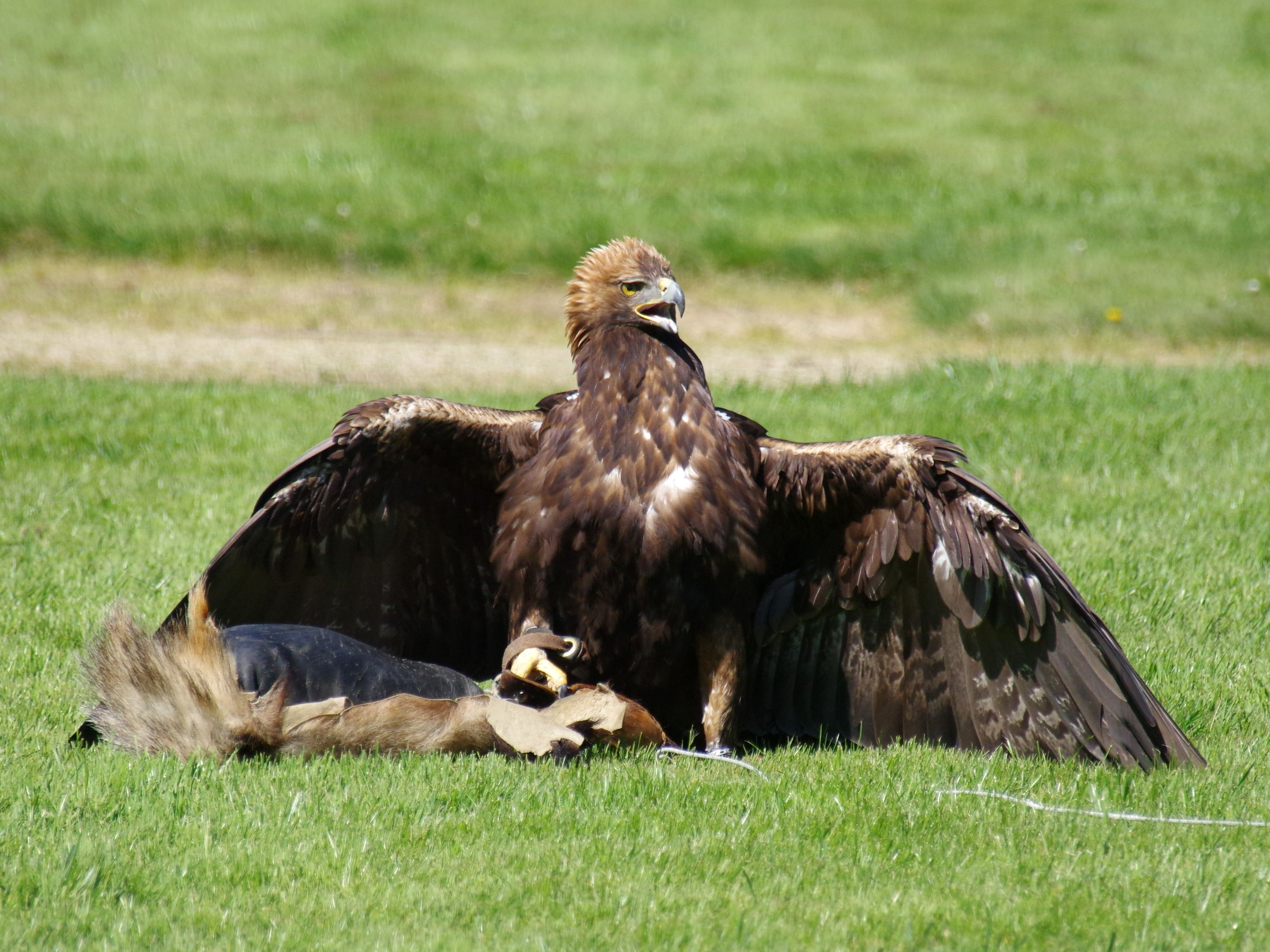
Steinadler (Aquila chrysaetos)
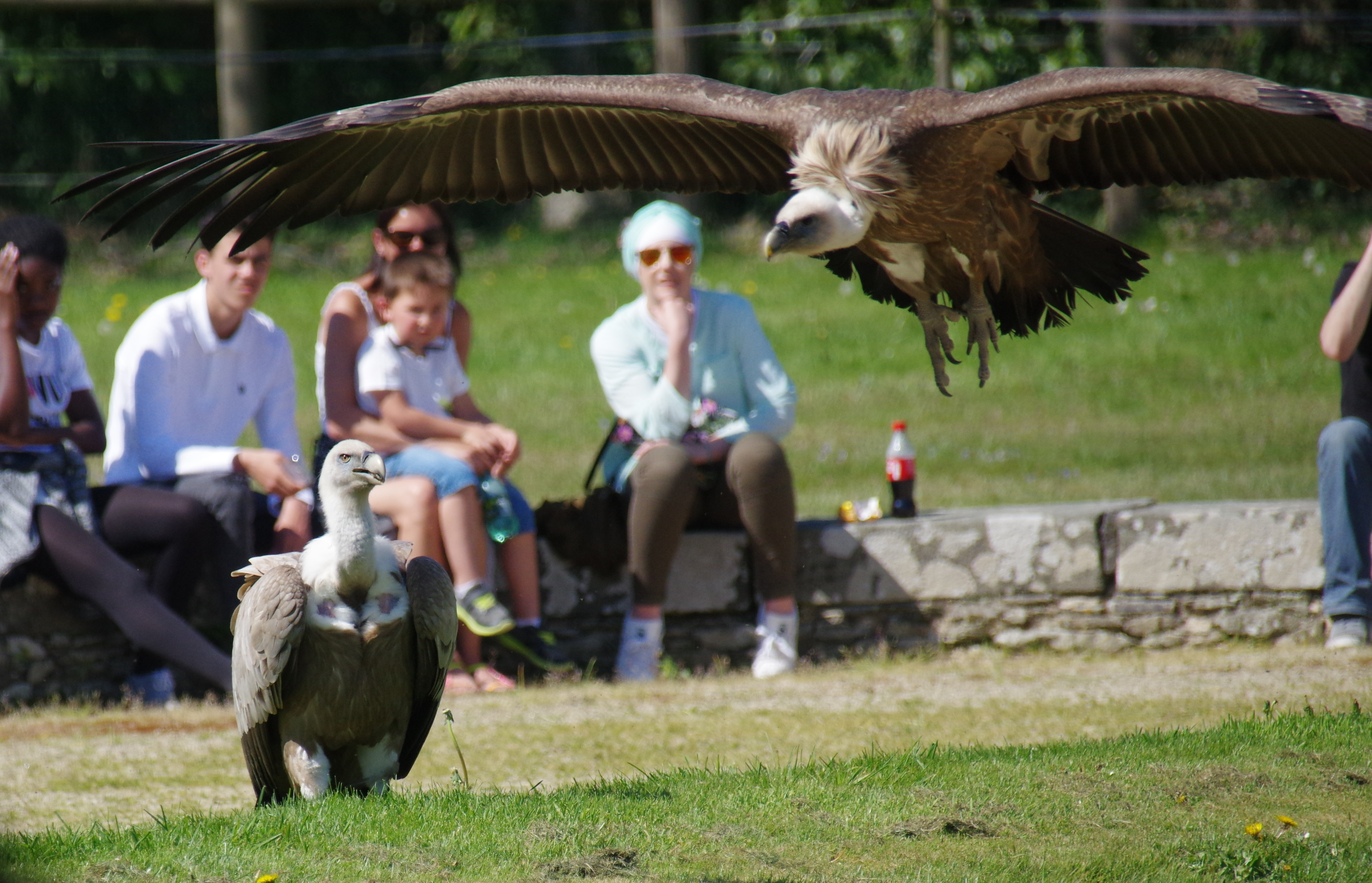
Gänsegeier (Gyps fulvus)